# Martin Sponticcia
Martin Sponticcia (* im 20. Jahrhundert in St. Ingbert) ist ein deutscher Komponist, Sounddesigner  und Musikproduzent.
Sponticcia komponierte die Musik für internationale Werbekampagnen sowie für Fernseh- und Filmproduktionen. Bevor er 1994 nach Hamburg zog, arbeitete er sechs Jahre lang als Produzent und Komponist für David Dundas Music in London. Dort zeichnete er sich mitverantwortlich für Arbeiten im Auftrag der BBC, Channel 4, ITV und HandMade Films. Lizenzträger seiner Kompositionen sind unter anderem Filmanstalten wie NDR, ARD, ARTE, RTL, ProSieben und Sat.1.

## Filmographie (Auswahl)
- 1997: Die verrückte Nacht
- 1997: Ein perfekter Mord
- 1997: Magic Bus
- 1998: All About Alice
- 2003: Liebe auf türkisch
- 2004: Alim Market
- 2007: Jackie in the Sky
- 2007: Der Pfandlaie
- 2008: Dunkelrot
- 2008: Hurensohn
- 2010: Großstadtrevier – Folge Annas Einsatz (Fernsehserie)